# Tracy Chapman (album)
Pour l’article homonyme, voir Tracy Chapman.
Albums de Tracy Chapman
Crossroads
(1989)
Singles
1. Fast Car
Sortie : avril 1988
2. Talkin' Bout A Revolution
Sortie : septembre 1988
3. Baby Can I Hold You
Sortie : novembre 1988

Tracy Chapman est le premier album de la chanteuse et musicienne américaine Tracy Chapman. Il est paru le 5 avril 1988 sur le label Elektra et a été produit par David Kershenbaum.

## Historique
Cet album est constitué de chansons que Tracy Chapman a composées entre 1982 et 1987 alors qu'elle faisait ses études d'anthropologie. Sa prestation lors du concert hommage des 70 ans de Nelson Mandela à Londres, qui est télévisé, contribue au succès de cet album, notamment en Europe.
Il est enregistré entre la fin 1987 et le début de 1988 dans les studios Powertrax d'Hollywood en Californie.
Cet album permet à Tracy Chapman de remporter trois Grammy Awards lors de la 31e cérémonie en 1989. Il obtient de nombreuses autres distinctions, notamment un disque de diamant en France pour plus d'un million d'exemplaires vendus.
L'album est cité dans l'ouvrage de référence de Robert Dimery 1001 albums qu'il faut avoir écoutés dans sa vie.

## Liste des titres
Toutes les chansons sont écrites et composées par Tracy Chapman.
| No  | Titre                     | Durée |
| --- | ------------------------- | ----- |
| 1.  | Talkin' Bout A Revolution | 2:38  |
| 2.  | Fast Car                  | 4:58  |
| 3.  | Across the Lines          | 3:22  |
| 4.  | Behind the Wall           | 1:46  |
| 5.  | Baby Can I Hold You       | 3:16  |
| 6.  | Mountains O' Things       | 4:37  |
| 7.  | She's Got Her Ticket      | 3:54  |
| 8.  | Why?                      | 2:01  |
| 9.  | For My Lover              | 3:15  |
| 10. | If Not Now...             | 2:55  |
| 11. | For You                   | 3:09  |

## Musiciens
- Tracy Chapman : chant, guitares acoustiques et électriques, percussions.
- Denny Fongheiser : batterie, percussions.
- Larry Klein : basse.
- Jack Holder : guitare électrique, orgue Hammond, dulcimer, sitar électrique, dobro.
- Ed Black : steel guitar.
- Bob Marlette : claviers.
- David LaFlamme : violon électrique.
- Steve Kaplan : claviers, harmonica.
- Paulinho Da Costa : percussions.

## Charts et certifications
| Pays             | Durée du classement | Meilleur classement |
| ---------------- | ------------------- | ------------------- |
| Allemagne        | 94 semaines         | 1er                 |
| Australie        | 54 semaines         | 2e                  |
| Autriche         | 76 semaines         | 1er                 |
| Belgique (F)     | 16 semaines         | 28e                 |
| Canada           | -                   | 1er                 |
| États-Unis       | 61 semaines         | 2e                  |
| France           | 90 semaines         | 2e                  |
| Italie           | 9 semaines          | 55e                 |
| Norvège          | 37 semaines         | 2e                  |
| Nouvelle-Zélande | 84 semaines         | 1er                 |
| Pays-Bas         | 30 semaines         | 1er                 |
| Royaume-Uni      | 292 semaines        | 1er                 |
| Suède            | 56 semaines         | 2e                  |
| Suisse           | 48 semaines         | 1er                 |

| Pays             | Ventes      | Certification | Date             |
| ---------------- | ----------- | ------------- | ---------------- |
| États-Unis       | 6 000 000 + | 6 × Platine   | 15 novembre 2001 |
| Allemagne        | 2 250 000 + | 9 × Or        | 2010             |
| Australie        | 490 000 +   | 7 × Platine   | 2001             |
| Autriche         | 100 000 +   | 2 × Platine   | 19 octobre 1992  |
| Canada           | 300 000 +   | 3 × Platine   | 17 novembre 1988 |
| France           | 1 000 000 + | Diamant       | 28 juin 2000     |
| Italie           | 25 000 +    | Or            | 2014             |
| Nouvelle-Zélande | 15 000 +    | Platine       | 20/11/1988       |
| Pays-Bas         | 80 000 +    | Platine       | 1988             |
| Royaume-Uni      | 2 100 000 + | 7 × Platine   | 12 novembre 2004 |
| Suisse           | 200 000 +   | 4 × Platine   | 1994             |

### Charts singles
| Date | Single                     | Chart                  | Durée du classement | Position |
| ---- | -------------------------- | ---------------------- | ------------------- | -------- |
| 1988 | Fast Car                   | Hot 100                | 21 semaines         | 6e       |
| 1988 | Fast Car                   | Mainstream Rock Tracks | 13 semaines         | 19e      |
| 1988 | Fast Car                   | Adult Contemporary     | 23 semaines         | 7e       |
| 1988 | Fast Car                   | Single Top 100         | 1 semaine           | 81e      |
| 1988 | Fast Car                   | ARIA Charts            | 14 semaines         | 4e       |
| 1988 | Fast Car                   | (V) Ultratop           | 12 semaines         | 1er      |
| 1988 | Fast Car                   | RPM Top Singles        | 17 semaines         | 1er      |
| 1988 | Fast Car                   | Top 100                | 2 semaines          | 93e      |
| 1988 | Fast Car                   | RMNZ Singles Top40     | 14 semaines         | 21e      |
| 1988 | Fast Car                   | Mega Top 50            | 17 semaines         | 2e       |
| 1988 | Fast Car                   | Sverigetopplistan      | 3 semaines          | 9e       |
| 1988 | Fast Car                   | UK Singles Chart       | 47 semaines         | 4e       |
| 2013 | Fast Car                   | Danemark Track Top-40  | 2 semaines          | 29e      |
| 1988 | Talkin' 'bout a Revolution | Hot 100                | 4 semaines          | 75e      |
| 1988 | Talkin' 'bout a Revolution | Mainstream Rock Tracks | 10 semaines         | 22e      |
| 1988 | Talkin' 'bout a Revolution | Adult Contemporary     | 3 semaines          | 45e      |
| 1988 | Talkin' 'bout a Revolution | Ö3 Austria Top 40      | 2 semaines          | 29e      |
| 1988 | Talkin' 'bout a Revolution | (V) Ultratop           | 3 semaines          | 36e      |
| 1988 | Talkin' 'bout a Revolution | RPM Top Singles        | 4 semaines          | 46e      |
| 1988 | Talkin' 'bout a Revolution | Top 100                | 17 semaines         | 22e      |
| 1988 | Talkin' 'bout a Revolution | RMNZ Singles Top40     | 3 semaines          | 32e      |
| 1988 | Talkin' 'bout a Revolution | Mega Top 50            | 10 semaines         | 18e      |
| 1988 | Talkin' 'bout a Revolution | UK Singles Chart       | 3 semaines          | 85e      |
| 1988 | Baby Can I Hold You        | Hot 100                | 12 semaines         | 48e      |
| 1988 | Baby Can I Hold You        | Mega Top 50            | 12 semaines         | 89e      |
| 1988 | Baby Can I Hold You        | UK Singles Chart       | 2 semaines          | 94e      |
| 1989 | Baby Can I Hold You        | Adult Contemporary     | 14 semaines         | 19e      |
| 1989 | Baby Can I Hold You        | RMNZ Singles Top40     | 10 semaines         | 16e      |

## Grammy Awards
| Année | gagnant       | Catégorie                          |
| ----- | ------------- | ---------------------------------- |
| 1989  | Tracy Chapman | Best New Artist                    |
| 1989  | Fast Cars     | Best Pop Vocal Performance, Female |
| 1989  | Tracy Chapman | Best Comtemporary Folk Recording   |